# 变异杆菌属
变异杆菌属（学名：Variibacter）是黄色杆菌科下的一个属。

## 下属物种
本属包括以下物种：
- Variibacter gotjawalensis Kim et al., 2014